# Florin Andone
Florin Andone (Botosán, 1993. április 11. –) román válogatott labdarúgó, az Eldense játékosa.
A román válogatott tagjaként részt vett a 2016-os Európa-bajnokságon.